# Gondim

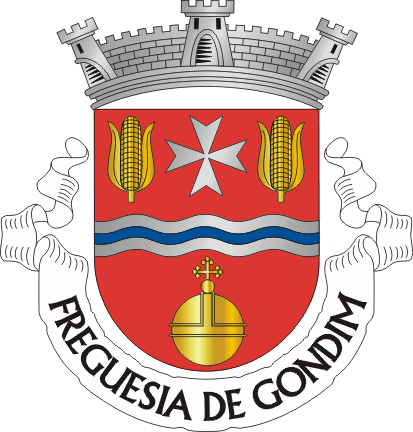

Gondim é uma localidade portuguesa do Município da Maia que foi sede da extinta Freguesia de Gondim, freguesia que tinha 1,38 km² de área e 2 208 habitantes (2011), e, por isso, uma densidade populacional de 1 600 hab/km².
A Freguesia de Gondim foi extinta em 2013, no âmbito de uma reforma de administrativa nacional, para, em conjunto com as Freguesias de Gemunde, Santa Maria de Avioso, São Pedro de Avioso e Barca, formar uma nova freguesia denominada Castêlo da Maia.
Em conjunto com as vizinhas localidades de Gemunde, Santa Maria de Avioso, São Pedro de Avioso e Barca, constitui a vila de Castêlo da Maia desde 23 de Agosto de 1986, segundo o art. 2º i) da Lei nº 28/86.

## População
| População da freguesia de Gondim | População da freguesia de Gondim | População da freguesia de Gondim | População da freguesia de Gondim | População da freguesia de Gondim | População da freguesia de Gondim | População da freguesia de Gondim | População da freguesia de Gondim | População da freguesia de Gondim | População da freguesia de Gondim | População da freguesia de Gondim | População da freguesia de Gondim | População da freguesia de Gondim | População da freguesia de Gondim | População da freguesia de Gondim |
| -------------------------------- | -------------------------------- | -------------------------------- | -------------------------------- | -------------------------------- | -------------------------------- | -------------------------------- | -------------------------------- | -------------------------------- | -------------------------------- | -------------------------------- | -------------------------------- | -------------------------------- | -------------------------------- | -------------------------------- |
| 1864                             | 1878                             | 1890                             | 1900                             | 1911                             | 1920                             | 1930                             | 1940                             | 1950                             | 1960                             | 1970                             | 1981                             | 1991                             | 2001                             | 2011                             |
| 248                              | 290                              | 380                              | 416                              | 498                              | 502                              | 478                              | 711                              | 843                              | 966                              | 1 105                            | 1 436                            | 1 745                            | 1 929                            | 2 208                            |

| Distribuição da População por Grupos Etários | Distribuição da População por Grupos Etários | Distribuição da População por Grupos Etários | Distribuição da População por Grupos Etários | Distribuição da População por Grupos Etários | Distribuição da População por Grupos Etários | Distribuição da População por Grupos Etários | Distribuição da População por Grupos Etários | Distribuição da População por Grupos Etários | Distribuição da População por Grupos Etários |
| -------------------------------------------- | -------------------------------------------- | -------------------------------------------- | -------------------------------------------- | -------------------------------------------- | -------------------------------------------- | -------------------------------------------- | -------------------------------------------- | -------------------------------------------- | -------------------------------------------- |
| Ano                                          | 0-14 Anos                                    | 15-24 Anos                                   | 25-64 Anos                                   | > 65 Anos                                    |                                              | 0-14 Anos                                    | 15-24 Anos                                   | 25-64 Anos                                   | > 65 Anos                                    |
| 2001                                         | 345                                          | 307                                          | 1 083                                        | 194                                          |                                              | 17,9%                                        | 15,9%                                        | 56,1%                                        | 10,1%                                        |
| 2011                                         | 393                                          | 271                                          | 1 270                                        | 274                                          |                                              | 17,8%                                        | 12,3%                                        | 57,5%                                        | 12,4%                                        |

## História
Na área desta antiga freguesia, deteve a Ordem de Malta importantes bens. Razão pela qual o brasão de armas ostenta a cruz oitavada daquela antiquíssima Ordem Religiosa e Militar em chefe.